# هارالد ليش
هارالد ليش (بالألمانية: Harald Lesch)‏ (من مواليد 28 يوليو 1960 في مدينة غيسن ) عالم فيزياء وفلك وفلسفة طبيعية ومؤلف ومقدم برامج تلفزيونية وأستاذ الفيزياء في جامعة لودفيج ماكسيميليان في ميونيخ (LMU) وأستاذ الفلسفة الطبيعية في جامعة ميونيخ للفلسفة.

## التعليم
أكمل دراسته الثانوية عام 1978 في مدينة غرونبرغ هسن ، ثم درس الفيزياء في جامعة غيسن ، ثم في جامعة بون ، حيث أكمل درجة الدكتوراه في عام 1987 وعمل في معهد ماكس بلانك لعلم الفلك الراديوي.
عمل كمساعد باحث في مرصد مدينة هايدلبرغ من عام 1988 إلى عام 1991. وفي عام 1992 كان أستاذًا زائرًا في جامعة تورنتو. في عام 1994 أضبح عضو هيئة تدريس في جامعة بون.

## العمل
يعمل ليش أستاذًا للفيزياء الفلكية النظرية في معهد الفلك والفيزياء الفلكية في ميونيخ منذ عام 1995. بالإضافة إلى ذلك ، يقوم بتدريس الفلسفة الطبيعية في جامعة ميونيخ للفلسفة . مجالات بحثه الرئيسية هي فيزياء البلازما الكونية والثقوب السوداء والنجوم النيوترونية. وهو خبير في الفيزياء الفلكية في جمعية الأبحاث الألمانية وعضو في الجمعية الفلكية وهو أيضًا مؤلف منهاج مدرسي.

## مناصب وهيئات
أدار جامعة لودفيش ماكسيميليان في ميونخ.

## جوائز
حصل على جوائز منها:
- الجائزة التلفزيونية البافارية [الإنجليزية]‏ (2012)
- جائزة نسبة الذكاء [الإنجليزية]‏ (2009)
- Bruno-H.-Bürgel-Preis  [لغات أخرى]‏ (2009)
- Communicator Award of DFG  [لغات أخرى]‏ (2005)
- ميدالية أوتو هان (1988).

## روابط خارجية
- هارالد ليش على موقع IMDb (الإنجليزية)
- هارالد ليش على موقع مونزينجر (الألمانية)
- هارالد ليش على موقع ميوزك برينز (الإنجليزية)
- هارالد ليش على موقع ديسكوغز (الإنجليزية)
- هارالد ليش على موقع قاعدة بيانات الفيلم (الإنجليزية)